# Liste der brasilianischen Botschafter in Panama
Die brasilianische Botschaft befindet sich im ersten Stock des Edificio El Dorado an der Kreuzung von Calle Elvira Méndez mit der Avenida Ricarda Arango in Panama-Stadt.

## Geschichte
1959 wurde Margot Fonteyn vorgeworfen an einer Verschwörung gegen Ernesto de la Guardia Navarro beteiligt zu sein, worauf ihr Ehemann Roberto Arias in der brasilianischen Botschaft Asyl fand.
| Ernannt       | Name                                       | Bemerkungen                                                                                               | ernannt während der Regierung von    | akkreditiert während der Regierung von | Posten verlassen |
| ------------- | ------------------------------------------ | --- | ------------------------------------ | -------------------------------------- | ---------------- |
| 1940          | Abdelardo Bretanho Bueno do Pardo          | Geschäftsträger                                                                                           | Getúlio Vargas                       | Arnulfo Arias                          | 1943             |
| 17. Jan. 1943 | Paulo Germano Hasslocher                   | Minister Residente                                                                                        | Getúlio Vargas                       | Ricardo Adolfo de la Guardia Arango    | 7. Juli 1950     |
| 1950          | Oswaldo Barreto e Silva                    | Geschäftsträger                                                                                           | Eurico Gaspar Dutra                  | Arnulfo Arias                          | 1951             |
| 28. Aug. 1951 | João Emilio Ribeiro                        | | Getúlio Vargas                       | Alcibíades Arosemena                   | 19. März 1953    |
| 1953          | Marcos Magalhães de Souza Dantas Romero    | Geschäftsträger                                                                                           | Getúlio Vargas                       | José Antonio Remón Cantera             |                  |
| 27. Juni 1953 | Abelardo Bueno do Prado                    | 1952: Geschäftsträger in Neu-Delhi                                                                        | Getúlio Vargas                       | José Antonio Remón Cantera             | 28. Mai 1955     |
| 1953          | Eurico Nazareth Nogueira Ribeiro           | Geschäftsträger                                                                                           | Getúlio Vargas                       | José Antonio Remón Cantera             |                  |
| 12. Nov. 1955 | Aguinaldo Boulitreau Fragoso               | | Nereu Ramos                          | Ricardo Manuel Arias Espinoza          | 2. Sep. 1958     |
| 1958          | Marcei Maria Tarrisse da Fontoura          | Geschäftsträger                                                                                           | Juscelino Kubitschek                 | Ernesto de la Guardia Navarro          | 1959             |
| 22. Apr. 1959 | Jorge Latour                               | | Juscelino Kubitschek                 | Ernesto de la Guardia Navarro          | 11. Juli 1963    |
| 1963          | Ronald Leslie Moraes Small                 | Geschäftsträger                                                                                           | João Goulart                         | Roberto Francisco Chiari Remón         | 1964             |
| 1964          | Colmar Pereira de Cerqueira Daltro         | Geschäftsträger                                                                                           | João Goulart                         | Marco Aurelio Robles Méndez            |                  |
| 14. Dez. 1964 | Maury Gurgel Valente                       | | João Goulart                         | Marco Aurelio Robles Méndez            | 24. Apr. 1967    |
| 1967          | Joaquim de Almeida Serra                   | Geschäftsträger                                                                                           | Artur da Costa e Silva               | Marco Aurelio Robles Méndez            |                  |
| 1967          | Christovam de Oliveira Araújo Filho        | Geschäftsträger                                                                                           | Artur da Costa e Silva               | Marco Aurelio Robles Méndez            |                  |
| 1. Aug. 1967  | Carlos Frederico Duarte Gonçalves da Rocha | | Artur da Costa e Silva               | Marco Aurelio Robles Méndez            | 20. Apr. 1973    |
| 1. Jan. 1975  | Jorge de Sá Almeida                        | | Ernesto Geisel                       | Demetrio Basilio Lakas                 | 12. Apr. 1975    |
| 13. Apr. 1975 | Jorge Saltarelli Júnior                    | Geschäftsträger                                                                                           | Ernesto Geisel                       | Demetrio Basilio Lakas                 | 22. Aug. 1975    |
| 23. Aug. 1975 | Jorge de Sá Almeida                        | | Ernesto Geisel                       | Demetrio Basilio Lakas                 | 18. Nov. 1975    |
| 19. Nov. 1975 | Jorge Saltarelli Júnior                    | Geschäftsträger                                                                                           | Ernesto Geisel                       | Demetrio Basilio Lakas                 | 21. Nov. 1975    |
| 22. Nov. 1975 | Jorge de Sá Almeida                        | | Ernesto Geisel                       | Demetrio Basilio Lakas                 | 31. Dez. 1975    |
| Apr. 1977     | Jorge D’Escragnolle Taunay                 | | Ernesto Geisel                       | Demetrio Basilio Lakas                 |                  |
| 1983          | Carlos Antônio Bettencourt Bueno           | | João Baptista de Oliveira Figueiredo | Ricardo de la Espriella Toral          | 1986             |
| 1988          | Paulo Monteiro Lima                        | 1991: Botschafter in Bangkok                                                                              | José Sarney                          | Manuel Solís Palma                     |                  |
| 30. Aug. 1991 | Mauro Sérgio da Fonseca Costa Couto        | (* 14. März 1934 in Rosário do Sul) Sohn von Julieta Corrêa Couto und José da Fonseca Costa Couto         | Fernando Collor de Mello             | Guillermo Endara Galimany              |                  |
| 18. Jan. 1996 | Raphael Valentino Sobrinho                 | [ 3 ] | Fernando Henrique Cardoso            | Ernesto Pérez Balladares               |                  |
| 26. Juni 1996 | Cláudio Sotero Caio                        | [ 4 ] | Fernando Henrique Cardoso            | Ernesto Pérez Balladares               | 1999             |
| 21. Sep. 1999 | Pedro Paulo Pinto Assumpção                | [ 5 ] | Fernando Henrique Cardoso            | Mireya Moscoso                         |                  |
| 23. Apr. 2003 | Luiz Tupy Caldas de Moura                  | [ 6 ] | Luiz Inácio Lula da Silva            | Mireya Moscoso                         |                  |
| 27. Juni 2007 | Eduardo Prisco Paraíso Ramos               | (* 9. Februar 1951 in Rio de Janeiro) Sohn von Maria Helena Prisco Paraíso Ramos und Celso Ferreira Ramos | Luiz Inácio Lula da Silva            | Martín Torrijos                        |                  |
| 24. Aug. 2011 | Adalnio Senna Ganem                        | [ 8 ] | Dilma Rousseff                       | Ricardo Martinelli                     |                  |